# デヴィッド・ウォズ
デヴィッド・ウォズ（David Was、1952年10月26日 - ）として知られるデヴィッド・ワイス（David Weiss）は、アメリカ合衆国のミュージシャンである。彼のステージ兄弟であるドン・ウォズと一緒に、1980年代のポップ・グループである「ウォズ (ノット・ウォズ)」の結成メンバーであった。

## 略歴
ミシガン州デトロイトでユダヤ人の家族に生まれる。ミシガン州オークパークというデトロイト郊外にあるオークパーク高校を卒業し、後にミシガン大学に入学、ウォズはカリフォルニアに行くため地元デトロイトを離れ、現在はなくなってしまったハーストを母体とする「デイリー・ロサンゼルス・ヘラルド・エグザミナー」紙のジャズ評論家として就職した。そこでソニー・ロリンズ、マイルス・デイヴィス、メル・トーメとの友情を築いた。
幼なじみのドン・ウォズと一緒に、ウォズ (ノット・ウォズ)を形づくり、作詞作曲し、主にフルート、キーボード、ハーモニカなど様々な楽器を演奏した。1980年に「ニューヨーク・タイムズ」紙が「ファンキーなアート・ファンク・バンド」としてレビューしたウォズ (ノット・ウォズ)は、歌手のメル・トーメやオジー・オズボーン、トランペッターのマーカス・ベルグレイヴなどのジャズ・ミュージシャンをはじめ、ファンカデリックのメンバーらを起用していた。彼らは5枚のアルバムをリリースし、世界中で4枚のトップ10シングルを生み出した。彼らの最新のアルバム『Boo!』は2008年に発表され、その年の多くの批評家によるトップ10リリース・リストにランク付けされた。1989年リリースのアルバム『ホワット・アップ・ドッグ?』は、2枚のトップ10シングルをフィーチャーしているが、その後者であるシングル「ウォーク・ザ・ダイナソー」はクィーン・ラティファによってアニメーション映画『アイス・エイジ3/ティラノのおとしもの』のために再レコーディングされており、その他にも半ダースに及ぶ映画での使用が許可されている。
その他のプロジェクトとしては、『X-ファイル』のテレビ番組と長編映画用の2枚のサウンドトラック・アルバムをプロデュースし、フォックスとディズニーのスーパーバイザーとして音楽を担当した。リチャード・ドレイファス主演によるCBSのドラマ『The Education of Max Bickford』で音楽作曲家ネットワークに加わり、ABCの「That Was Then」の音楽も手がけた。長年、フォックス・スポーツの「NFL Pregame Show」で彼のテーマ・ミュージックが冒頭を彩り、フォックス・スポーツ・アウトレットにおけるNBA、NHL、MLBの試合放送の度に別の楽曲が冒頭に流れている。音楽プロデューサーとして、ボブ・ディラン、リッキー・リー・ジョーンズ、ロイ・オービソン、k.d.ラング、ウェイン・クレイマー（MC5で有名）、カナダのホリー・コール・トリオらを手がけている。
ウォズは、ナショナル・パブリック・ラジオの「Day to Day」「All Things Considered」のレギュラー出演者であり、文化をテーマとして書いたり記録したりもしている。ジャーナリストとして、「ニューヨーク・タイムズ」「ウォール・ストリート・ジャーナル」「デトロイト・ニュース」「シアトル・ポスト」「エンターテインメント・ウィークリー」「ゴルフ・ウィーク」「ゴルフ」「トラベル&ゴルフ」といった各紙誌に署名原稿を書いている。「ニューズ・ウィーク」のコラムを書き、「メンズ・ジャーナル」と「LAデイリー・ニュース」に寄稿している。

## ディスコグラフィ

### ソロ参加アルバム
- Various Artists : Wayne Kramer Presents Beyond Cyberpunk (2001年) ※「Chow Main Street」をカバー